# Zorbing
Zorbing er en aktivitet hvor en person lukkes inde i en stor oppustet plastikkugle og rulles ned af en bakke.
Ligesom elastikspring blev det startet i New Zealand i 1995 af Andrew Akers og Dwane van der Sluis, som kaldte boldene for ‘Zorbs’. 